# Muricella exilis
Muricella exilis is een zachte koraalsoort uit de familie Acanthogorgiidae. De koraalsoort komt uit het geslacht Muricella. Muricella exilis werd in 1972 voor het eerst wetenschappelijk beschreven door Tixier-Durivault. 